# نظام معدل
النظام المعدل والمعروف أيضًا باسم الروم المعدل أو المخصص يعد إصدارًا جديدًا أو معدلاً وغير رسمي من البرنامج الثابت تم إنشاؤه بواسطة جهات خارجية على أجهزة مثل مشغلات ألعاب الفيديو والأنظمة المدمجة المختلفة لتوفير ميزات جديدة أو لإظهار وظائف مخفية. غالبًا ما يذكر هذا المصطلح لدى مجتمع مشغلات ألعاب الفيديو أنه برنامج custom firmware أو اختصارًا CFW، في إشارة إلى نسخة معدلة من برنامج النظام الأصلي (المعروف أيضًا باسم official firmware أو اختصارًا OFW) داخل مشغل ألعاب فيديو مثل بلاي ستيشن بورتبل وبلاي ستيشن 3 وبلاي ستيشن فيتا ونينتندو 3دي أس.

## مشغلات ألعاب فيديو
غالبًا ما تسمح الأنظمة المخصصة لتطبيقات الهومبرو أو النسخ الاحتياطية لملف ROM مباشرة داخل مشغل الألعاب، على عكس الأنظمة الرسمية، التي عادة ما تسمح فقط بتشغيل النسخ الموقعة أو التي تم إعادة بيعها من البرامج. نظرًا لأن الأنظمة المخصصة غالبًا ما ترتبط بقرصنة البرامج، فقد بذلت الشركات المصنعة لمشغلات الألعاب مثل نينتندو وسوني جهودًا كبيرة لمنع الأنظمة المخصصة وغيرها من أجهزة ومحتويات الجهات الخارجية من مشغلاتها.

### بلاي ستيشن بورتبل وبلاي ستيشن 3 وبلاي ستيشن فيتا
يتم استخدام الأنظمة المخصصة بشكل شائع في أجهزة بلاي ستيشن بورتبل المحمولة التي تصدرها شركة سوني. أكثر الأنظمة المخصصة انتشاراً هي: M33 من Dark_AleX بالإضافة إلى الأنظمة التي صنعها آخرون مثل سلسلة 5.50GEN و Minimum Edition (ME / LME) و PRO.
يتم استخدام الأنظمة المخصصة أيضًا في البلاي ستيشن 3. بإصدار تجريبي فقط من "Fat" و Slim (CECH-20xx حتى CECH-25xx). لا يمكن تشغيل طراز Slim (CECH-30xx) و Super Slim إلا HEN (Homebrew Enabler)، التي لها وظائف مشابهة الأنظمة المخصصة.
يحتوي بلاي ستيشن فيتا على eCFW بمعنى الأنظمة المخصصة للبلاي ستيشن المحمول المشغلة على محاكي PSP الخاص ببلاي ستيشن فيتا. تتضمن eCFWs ARK و TN-V ومؤخراً Adrenaline الذي يتضمن المزيد من الميزات منذ اختراقه من الجانب الأصلي. في عام 2016، تغيرت الكثير من الأمور في بلاي ستيشن فيتا، حيث قام فريق يسمى Molecule بإصدار HENkaku الذي يغير النظام الأصلي من بلاي ستيشن فيتا على النظام 3.60 وبقيامه بذلك يتم إنشاء نظام مخصص على جهازك المحمول، يفتحه كما لم يحدث من قبل. كما أصدر الفريق HENkaku الأصلي taiHEN .taiHEN هو نظام يتم فيه تشغيل أحدث إصدار من HENkaku. وهي طريقة لتحميل الإضافات على مستوى النظام كما اعتدت على بلاي ستشين المحمول مما يسمح لك بتغيير / إضافة وظيفة إلى المشغل الخاص بك. تعد Enso مشكلة عدم حصانة أداة تحميل التشغيل من فيتا والتي تجعل HENkaku دائمة وتسمح بتشغيل نفسها عند التشغيل. لذلك فإن فيتا لديها نظام معدل كامل مع HENkaku taiHEN و Enso. يمكن للأشخاص الذين يعملون على إصدار 3.60 التحديث أيضًا إلى 3.65 دون فقد HENkaku Enso.

## أندرويد
تدعى الممارسة المتمثلة في استبدال نظام التشغيل الافتراضي لجهاز الأندرويد، الموجود في ذاكرة القراءة فقط (ROM)، بنسخة معدلة من نظام التشغيل أو نظام تشغيل مختلف تمامًا باسم «تفليش الروم». بشكل عام، لا يتم دعم هذا الإجراء من قبل الشركات المصنعة للأجهزة، ويتطلب معرفة متقدمة بميكانيكا نظام التشغيل. ومع ذلك، فقد جلبت السنوات الأخيرة العديد من الشركات المصنعة، مثل LG وموتورولا  وون بلس  وجوجل  (ولكن ليس على الأجهزة التي تباع بواسطة فيرازون) وسوني  مما يتيح للعملاء فك البوت لودر، وتجاوز التشغيل المؤمًن، دون الحاجة إلى الاختراق. قد تتضمن «الرومات المخصصة» المستخدمة ميزات مختلفة، أو تتطلب طاقة أقل، أو تقدم مزايا أخرى للمستخدم.

## أجهزة أخرى
قد تقوم أجهزة مختلفة أخرى، مثل الكاميرات الرقمية وأجهزة الراوتر والتلفاز الذكي، بتشغيل الأنظمة المخصصة. مثل:
- Rockbox لمشغلات الوسائط المحمولة
- iPodLinux لمشغلات الوسائط المحمولة لأجهزة iPod
- CHDK [8] وMagic Lantern [8] لكاميرات Canon الرقمية
- مشروع نيكون هاكر لـمعالجات الكاميرا الرقمية نيكون
- Coreboot و Libreboot لأجهزة الكمبيوتر
- العديد من مشاريع الأنظمة التابعة لجهات خارجية لأجهزة الراوتر، بما في ذلك:
  - مشروع LibreWRT لـ Ben Nanonote و Buffalo WZR-HP-G300NH وغيرها من أجهزة الكمبيوتر ذات الموارد المحدودة [9]
  - OpenWrt، ومشتقاته مثل DD-WRT [8]
  - RouterTech، أجهزة راوتر ADSL استنادا إلى شرائح تكساس إنسترومنتس AR7 (مع بوت لودر Pspboot أو Adam2)
- Cable Hack و Sigma لإلغاء تحديد أجهزة مودم الكبل، ولكن مع شرعية مشكوك فيها [10][11]
- الأنظمة التي تسمح لمحركات أقراص DVD أن تكون لكل مكان
- SamyGO، نظام معدل لأجهزة التلفزيون الذكية من سامسونج [12]